# Esther Parodi Uriarte de Prunell
Esther Parodi Uriarte de Prunell (Departamento de Durazno, 1887 - 1964) fue una escritora uruguaya que se dedicó a la dramaturgia, al periodismo y a la poesía. Utilizaba para firmar sus composiciones los seudónimos Suzette o Mlle Suzette.

## Biografía
Vivió parte de su infancia en su departamento de origen, pero muy joven se trasladó a Montevideo. Fue la primera mujer que actuó en el periodismo y trabajó en el suplemento femenino de La Tribuna Popular en donde llegó a ser directora.
La vida en la capital Montevideo marcó un antes y un después en su carrera y la impulsó a ser una gran colaboradora en la formación de una asociación de escritores. Con su poema Himno a la Salud obtuvo el premio instituido por la Liga de la Tuberculosis.

## Obras publicadas
- Oro viejo
- El sueño de Lidia (obra teatral)
- La celada (obra teatral)